# 1. listopada
1. listopada (1. 10.) 274. je dan godine po gregorijanskom kalendaru (275. u prijestupnoj godini).
Do kraja godine ima još 91 dan.

## Događaji
- 1918. – Arapske snage pod vodstvom Lawrencea od Arabije osvojile su Damask.
- 1932. – Austrijski savezni kancelar Engelbert Dollfuss primijenio je prvi put zakon o ovlastima iz 1917. koji mu omogućuje izdavanje naredbi u slučaju nužde.
- 1933. – U Čehoslovačkoj je Konrad Henlein objavio osnivanje "Zavičajne fronte sudetskih Nijemaca".
- 1942. – Četnici izvršili pokolj u Poljicima.
- 1949. – U Pekingu je pred carskom palačom Mao Zedong proglasio Narodnu Republiku Kinu te postao prvim predsjedajućim novostvorene Centralne narodne vlade.
- 1991. – Udružena JNA, hrvatski Srbi s okupiranih hrvatskih teritorija i srpski dragovoljci iz Srbije, BiH i Crne Gore izveli su opći frontalni napad na Hrvatsku u kojem su napali sve ključne točke i gradove u Hrvatskoj, a radi potpunog sloma hrvatske obrane.[1]
- 1991. – Započeo je opći napad na šire dubrovačko područje i obrana Dubrovnika od JNA i paravojnih četničkih formacija.
- 1991. – Četnici su zauzeli, te opljačkali, spalili i razrušili selo Gornji Viduševac kod Gline, a stanovnike pobili.
- 1991. – Hrvatska vojska je tijekom Bitke za Čepikuće nanijela prvi veći poraz Jugoslavenskoj narodnoj armiji na Južnom bojištu.
- 2017. – Referendum o neovisnosti Katalonije.

| - 1685. – Karlo VI., car Svetog Rimskog Carstva († 1740.) - 1843. – Tadija Smičiklas, hrvatski povjesničar i političar († 1914.) - 1848. – Milan Amruš, hrvatski liječnik i političar († 1919.) - 1888. – Zvonko Milković, hrvatski pjesnik i putopisac († 1978.) - 1903. – Vladimir Horowitz, američki pijanist ruskog podrijetla († 1989.) - 1904. – Otto Robert Frisch, austrijski nuklearni fizičar († 1979.) - 1914. – Albe Vidaković, hrv. skladatelj i muzikolog († 1964.) - 1921. – Jimmy Carter, američki političar i predsjednik († 2024.) - 1954. – Martin Strel, slovenski daljinski plivač - 1987. – Maro Joković, hrvatski vaterpolist | - 1916. – Ambroz Haračić, hrvatski florist (* 1855.) - 1969. – Joza Kljaković, hrvatski slikar (* 1889.) - 1988. – Pavle Vuisić, srpski glumac (* 1926.) - 2007. – Al Oerter, američki atletičar (* 1936.) - 2013. – Igor Mrduljaš, hrvatski teatrolog i kazališni kritičar (* 1945.) - 2015. – Božo Bakota, hrvatski nogometaš (* 1950.) - 2016. – Vinko Kužina, hrvatski kulturni djelatnik (* 1921.) - 2018. – Charles Aznavour, francuski pjevač (* 1924.) |

## Blagdani i spomendani
- Svjetski dan svjesnosti o hepatitisu C
- Međunarodni dan starijih osoba